# 假蜘蛛蘭
假蜘蛛蘭（学名：Microtatorchis compacta）为蘭科拟蜘蛛蘭屬下的一个种。